# Рябіївка
Рябі́ївка — село в Україні, у Волочиській міській територіальній громаді Хмельницького району Хмельницької області. Населення становить 420 осіб. Засноване в 1574 році.

## Назва
Назва села походить від слова «риба». Старожили розповідають, що дуже давно на території села було багато ставків, люди ловили рибу, тому і першою назвою села була Рибоївка. У селі є вулиця, де колись було невеличке озеро, в якому було багато раків. Цю вулицю і сьогодні називають «Раківня».

## Розташування та географія місцевості
Село Рябіївка розташоване на лівому березі річки Грабарка за 20 кілометрів від районного центру і за 8 кілометрів від залізничної станції Війтівці. Його площа становить 235,40 га.
Сусідні населені пункти:

## Населення

### Мова
Розподіл населення за рідною мовою за даними перепису 2001 року:
| Мова       | Кількість | Відсоток |
| ---------- | --------- | -------- |
| українська | 412       | 98.1%    |
| російська  | 8         | 1.9%     |
| Усього     | 420       | 100%     |

## Історична довідка
Село з давна перебувало в володінні Чесновських. В 1780 році в с.Рябіївка місцевий поміщик Варфоломій Ястрембський, на вигоні, на місці де була раніше церква, будує дуревяну церкву. Село належало в цей період саме йому. (Н.И.Теодорович, "Историко-статистическое описание церквей и приходов Волинской губернии" Почаев, 1899год ст.864).  В другій половині XVIII століття село Рябіївка належало Юзефу Потоцькому, Воєводі київському. У 1772 році він продав Волочиськ та інші належні йому села (в тому числі і Рябіївку) коронному маршалку Фрідріху Мошинському за 1700 тисяч злотих. Фрідріх Мошинський був одним з найбагатших польських магнатів, у власності якого було 169,4 тисяч десятин землі, багато крамниць і промислових підприємств.
До революції село належало поміщику Ледоховському. Жителі села працювали на нього. Він мав свою худобу в селі, засівав поля. До 1918 року маєток Лідоховського був конфіскований. Майно і землю було роздано бідноті.
7 (20) листопада 1917 року, відповідно до Третього Універсалу Української Центральної Ради, увійшло до складу Української Народної Республіки.

### СРСР
У січні 1924 року дев'ять селянських господарств об'єдналися в сільськогосподарську артіль, яка називалась «Світанок».
У 1929 році, під час примусової колективізації було створено колгосп.
В селі Рябіївка в довоєнні роки була прекрасна дерев'яна церква, настоятелем якої був отець Олександр. В 1998 році в приміщенні школи було виділено кімнату для священнослужіння, в якій до квітня 2007 року служив отець Василь (Крисак Василь Іванович), а сьогодні — отець Роман
В серпні 1941 року гітлерівці захопили село. В період німецької окупації в селі діяв радянський партизанський загін. В часи Третього Райху німці вивезли на каторжні роботи близько 100 жителів. Мешканці села переховували поранених радянських командирів і бійців, які потрапили в оточення, саботували розпорядження німецьких властей [джерело?]. Жителі села Рябіївка хоробро билися на фронтах Німецько-радянської війни. На жаль, багато з них віддало життя за відновлення безбожного комуністичного режиму. У березні 1944 року під час відновлення радянської влади над селом загинуло 8 воїнів Червоної Армії. За мужність, виявлену на фронтах Другої Світової війни, СРСР нагородив орденами та медалями 75 жителів села. На братській могилі визволителів у 1954 році споруджено пам'ятник, біля якого щороку проводиться мітинг, приїжджають родичі загиблих, приходять жителі села. Також в селі Рябіївка споруджено обеліск.
1956 року головою колгоспу обрано Сироту Івана Устимовича, який зробив великий внесок в розвиток села. На території колгоспу викопано 11 ставків. В 1957 році було розпочато будівництво нового клубу. В 60-х роках збудовано восьмирічну школу, директором якої було призначено Ветушинську Глафіру Петрівну. В 70-ті роки восьмирічну школу було закрито. Учні села почали відвідувати Клининську середню школу. В селі Рябіївка залишилась початкова школа, яка працює і досі. Завідувач школи Фот О. М.
В 1963 році головою колгоспу обрано Ковальчука Федора Михайловича.
В 1965 році село було електрифіковане і підключене до високовольтної лінії. В цьому ж році люди старшого віку почали одержувати пенсії.
На початку 70-х років в с. Рябіївка був побудований сільський магазин, через село прокладено дорогу з твердим покриттям, яка з'єднує село з районним центром.
В 1975 році колгоспи «Комуніст» та «Перемога» села Клинини було об'єднано, центр — село Клинини. Головою колгоспу став Скорий І. А.
20 лютого 1987 року в селах Рябіївка та Гонорівка утворено колгосп «Світанок». Головою правління обрано Борсука В. Г. В лютому 1990 року головою правління став Гранатир П. В.
Село Рябіївка — центр Рябіївської сільської ради. Рябіївська сільська рада утворилася в тридцятих роках, головою сільської ради був Шишков Іван. В 1940 році владу на селі представляв Квятик Дмитро Карпович. До сільської ради було обрано також 25 депутатів. До районної ради депутатом було обрано Іващука Юхима Устимовича. З 1959 року по 1970 рік головою сільської ради був Іващук Юхим Устимович, секретарем сільської ради — Волошин Марія Володимирівна. До районної ради депутатом було обрано Ількова Павла Дмитровича. В 1964 році до Рябіївської сільської ради було приєднано село Гайдайки та село Червоне. В 1970 році головою Рябіївської сільської ради було обрано Ковальчука Володимира Тарасовича, депутатом до районної ради — Годзіш Марію Олексіївну.
Рішенням облвиконкому від 20.06.1979 року № 174 було ліквідовано Рябіївську сільську раду. Село Рябіївка відійшло у підпорядкування Клининської сільської ради, а села Гайдайки та Червоне до Купільської сільської ради.

### Часи незалежності
В лютому 1994 року головою правління колгоспу «Світанок» обрано Голдасевича В. Б. 20 січня 1994 року прийнято нову форму господарювання — колективне сільськогосподарське підприємство.
В січні 1994 року знову утворилася Рябіївська сільська рада, до складу якої увійшли села Рябіївка та Гонорівка. Головою сільської ради було обрано Еркулова Олександра Матвійовича. У грудні 1996 року головою сільської ради обрано П'єнтого Степана Аксентійовича. 29 березня 1998 року до Рябіївської сільської ради було обрано 15 депутатів. На території села утворено 11 округів, а в селі Гонорівка — 4 округи. Депутатами районної ради обрано Голдасевича Володимира Болеславовича та Матяніна Юрія Миколайовича.
У 1995 році розпочато газифікацію села, яка була завершена у 2004 році.
В селі станом на 01 січня 2001 року було 186 дворів, проживало 419 чоловік.
31 березня 2002 року Рябіївським сільським головою було обрано Зозулю Сергія Володимировича.
У зв'язку з переходом на іншу роботу, 31 січня 2004 року Зозуля С. В. склав повноваження сільського голови. На позачергові вибори сільського голови було висунуто 2 кандидатури: Габатель Н. В. — висунута трудовим колективом СВК «Світанок» та Клєпак М. Г. — самовисунення. Більшою кількістю голосів сільським головою було обрано Габатель Н. В.
У 2004 році головою правління СВК «Світанок» було обрано Зозулю С. В. У 2005 році на базі СВК «Світанок» було створено ПП «Агро-Надра», директором якого став Зозуля С. В. За час його керівництва господарством збільшено обсяг виробництва валової продукції на 20 % в порівнянні з попередніми роками, збільшено поголів'я худоби на 10 %, виплачено заборгованість по заробітній платі, виплачено орендну плату за паї. Місцеве господарство щороку допомагає проводити ремонт в місцевій школі, закуповує дітям подарунки на свято Першого дзвоника.
20 березня 2006 року відбулися вибори до рад всіх рівнів та сільського голови. Більшістю голосів сільським головою було обрано Іванчук Наталія Вікторівна.
Станом на 1 січня 2006 року в селі налічувалося 160 дворів з кількістю населення 366 чоловік.
В селі діє великий магазин. В 2005 році жителькою села Рябіївка Мамрегою Н. Ю. відкрито приватний магазин товарів повсякденного попиту.
Є в селі фельдшерсько-акушерський пункт, завідувач Ганоцька Тетяна Сергіївна. З лютого 2002 року завідувачем ФП працює Первак Валерій Петрович.
Завідувачем Рябіївського сільського клубу працює Зозуля Володимир Станіславович. В приміщенні клубу знаходиться сільська бібліотека, якою завідує Гуркова Галина Генріхівна.
Станом на 1 січня 2008 року населення становило 368 чоловік, кількість дворів — 160.
В листопаді 2016 парафія Свято-Вознесенського храму УАПЦ перейшла до УПЦ КП. Після Об'єднавчого собору 2018 року частина ПЦУ.
12 червня 2020 року, відповідно до розпорядження Кабінету Міністрів України № 727-р «Про визначення адміністративних центрів та затвердження територій територіальних громад Хмельницької області», увійшло до складу Волочиської міської громади.
19 липня 2020 року, в результаті адміністративно-територіальної реформи та ліквідації Волочиського району, увійшло до складу новоутвореного Хмельницького району.
У березні 1944 року в селі народився Петраков Валерій Михайлович, завідувач хірургічного відділення, доктор наук, який сьогодні працює у м. Київ.

## Символіка
Затверджений 12 червня 2018р. рішенням №8-39/2018 XXXIX сесії міської ради VII скликання. Автори - В.М.Напиткін, К.М.Богатов.

### Герб
В лазуровому щиті срібна риба, супроводжувана знизу золотим раком вліво. В зеленій главі, відділеній хвилясто, три срібних квітки яблуні, покладені в балку, з золотими серединками, облямованими червоним. Щит вписаний в декоративний картуш і увінчаний золотою сільською короною. Унизу картуша напис "РЯБІЇВКА". 
За легендою, назва села походить від слова "риба", оскільки на території села було багато ставків, люди ловили рибу, тому і першою назвою села була Рибоївка. У селі є вулиця під назвою "Раківня", де колись було невеличке озеро, в якому було багато раків. Квіти яблуні – символ яблуневих садів.

### Прапор
На квадратному синьому полотнищі у верхній частині біла риба, обернена до древка, у нижній жовтий рак, обернений до вільної сторони. 

## Галерея

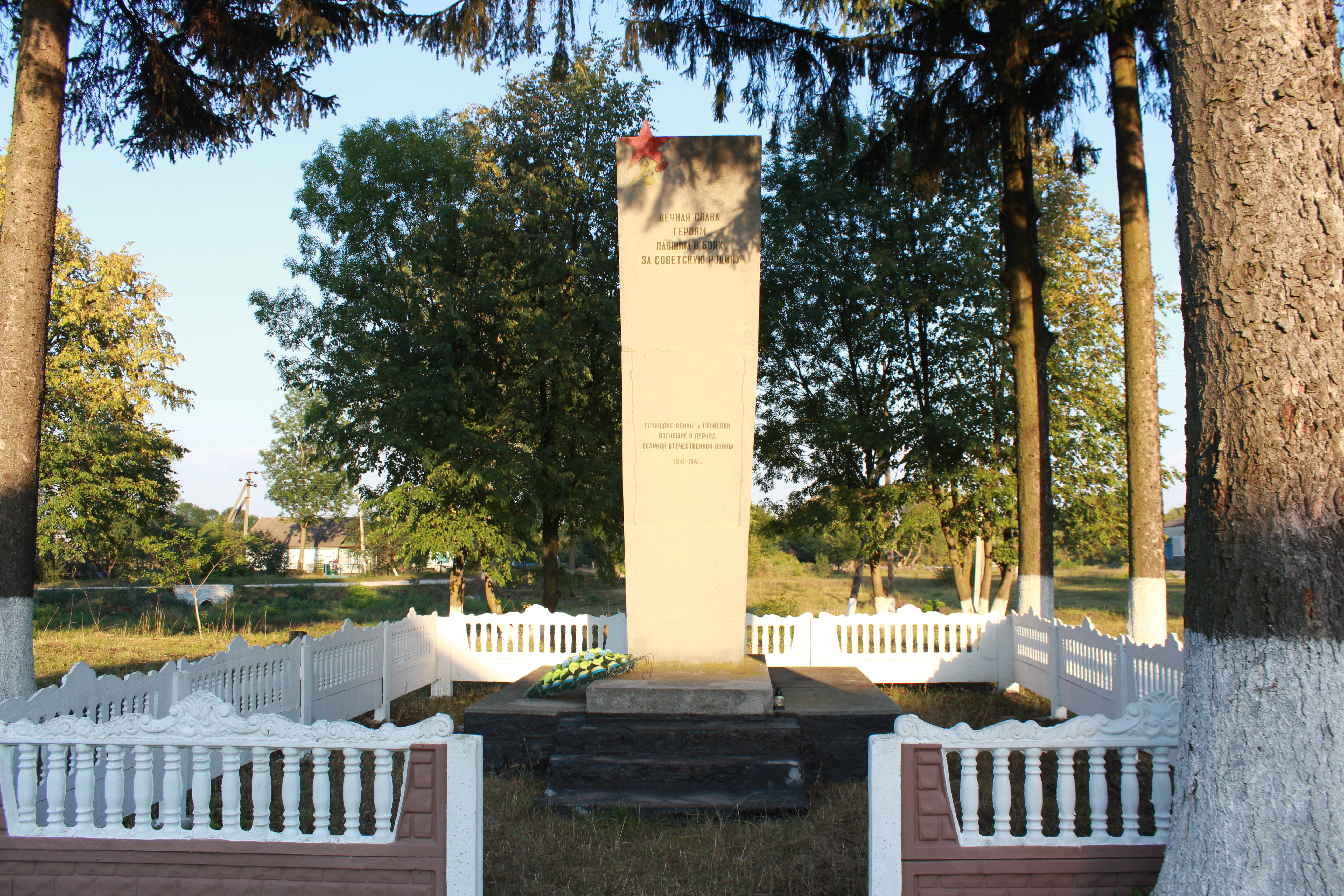
Пам'ятний знак воїнам-односельчанам
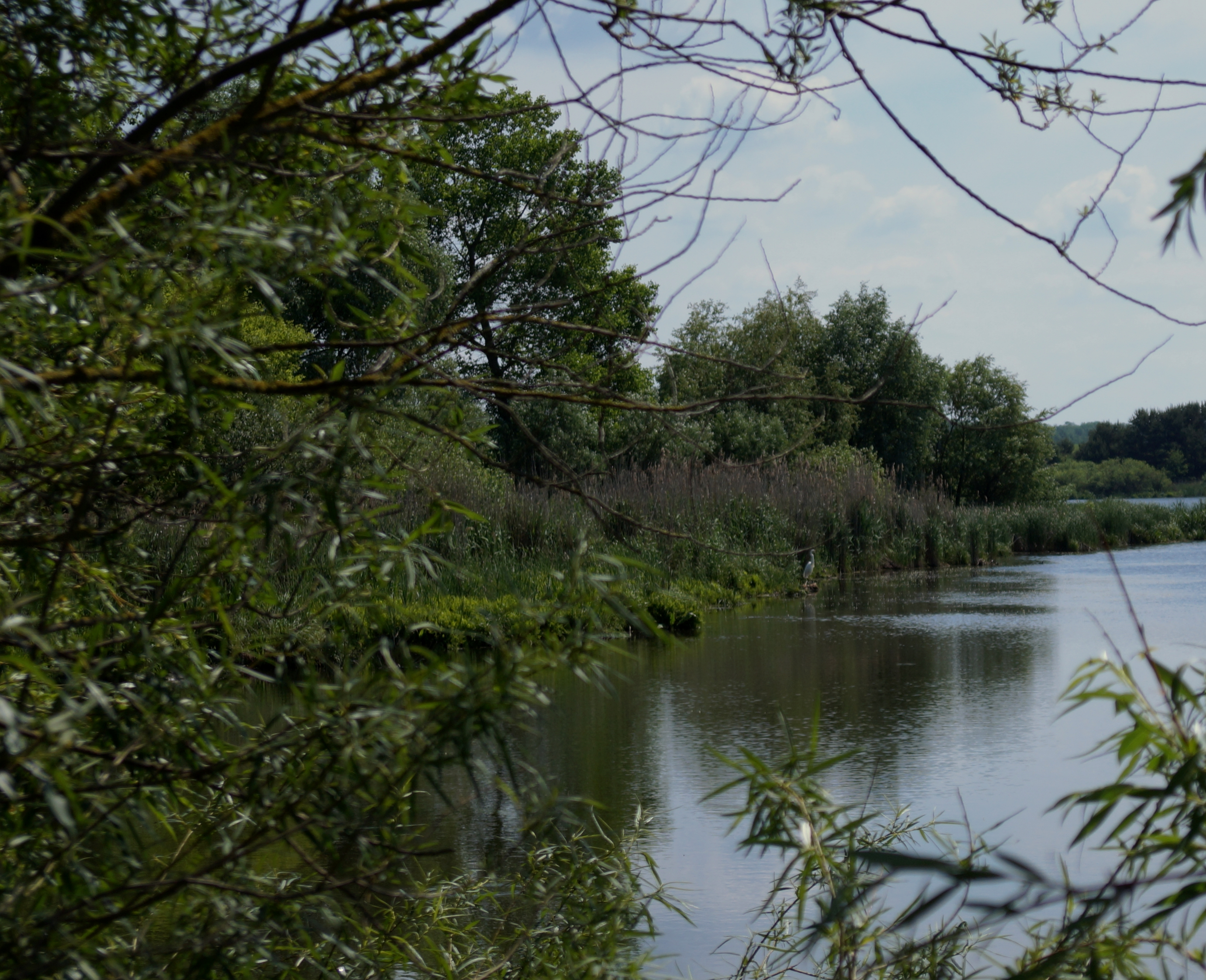
Природа за селом
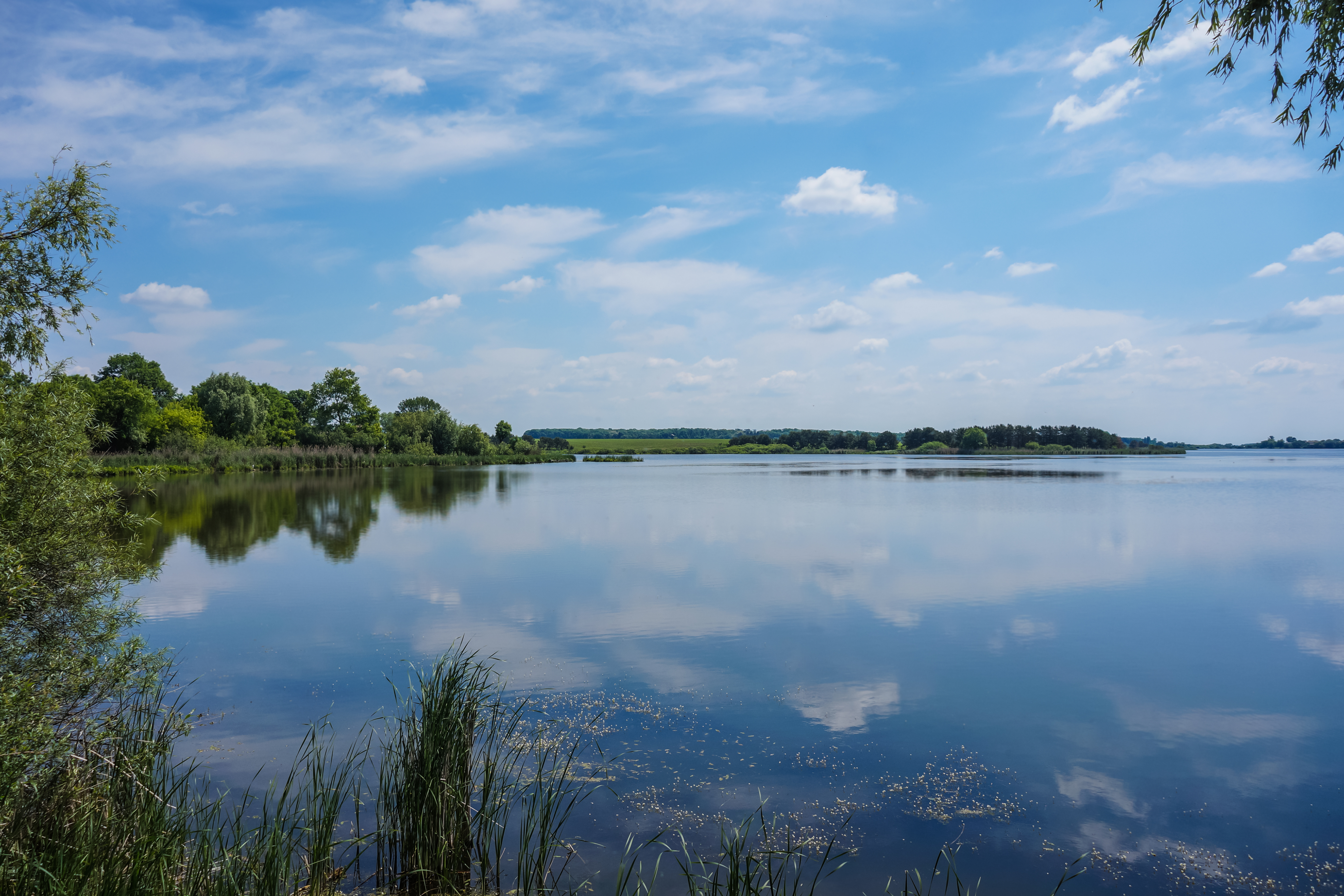
Природа за селом